# 바부자브

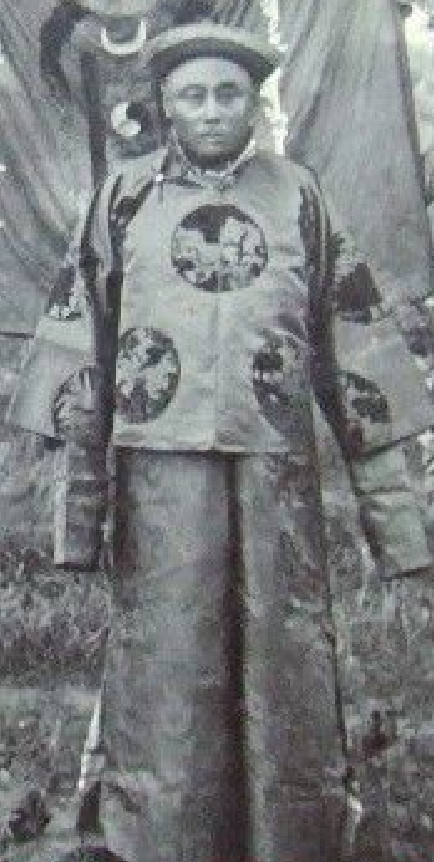
바부자브

슈다르가 바가투르 바부자브(몽골어: ᠰᠢᠳᠤᠷᠭᠤ
ᠪᠠᠭᠠᠲᠣᠷ
ᠪᠠᠪᠤᠵᠠᠪ Šudarγa baγatur Babuujab, 한국 한자: 舒达尔嘎 巴特尔 巴布扎布 서체이알 파특이 파포찰포: 1875년 - 1916년 10월 8일)는 내몽골 출신의 마적, 독립운동가이다. 카와시마 나니와 등과 연계하여 만몽 독립운동에서 거병했으나 북양정부군과의 전투에서 전사했다.